# Volkswagen New Beetle
El Volkswagen New Beetle (Tipo 9C), literalmente «nuevo escarabajo», es un automóvil de turismo producido por el fabricante alemán Volkswagen de 1997 a 2020. Es una reinterpretación del Volkswagen Tipo 1 (o Escarabajo), con el cual no comparte elementos estructurales ni mecánicos. Se ofrece con carrocerías cupé y descapotable de dos puertas. Su aparición en el mercado se dio en una época marcada por el lanzamiento de reinterpretaciones de otros modelos icónicos de la industria automotriz mundial, sin embargo a pesar de no estar catalogado en un segmento específico que lo ponga en rivalidad con otros modelos, comercialmente es rivalizado con el MINI reinterpretado por la alemana BMW.

## Primera generación (1997-2011)

### Del "Concept One" al "New Beetle"

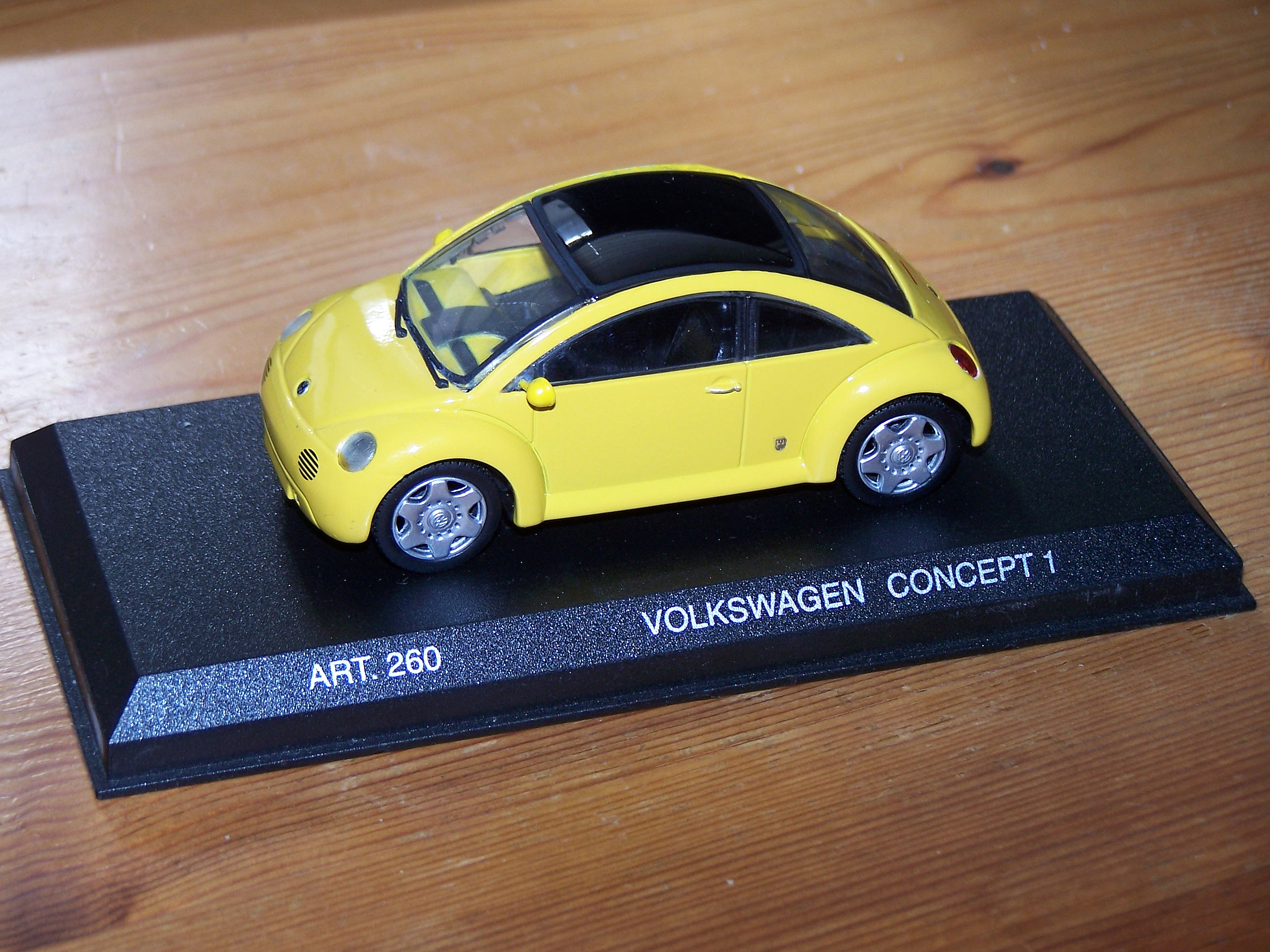
Modelo a escala del Volkswagen Concept One: el concepto que dio origen al New Beetle.

El proyecto comenzó con el Concept One, un automóvil concepto diseñado en el Centro de Diseño que posee la marca en Simi Valley, California en 1994 por J Mays. Este concepto tuvo su inspiración en las líneas del Volkswagen Tipo 1 (o Escarabajo), incluso en su diseño interior lo recuerda, tomando varios elementos significativos como la asidera que se localiza arriba de la guantera, las bandas de hule en el poste B para que los pasajeros traseros se sujeten, el cuadro de instrumentos circular, las redes portaobjetos en las puertas e incluso el famoso florero en el tablero. Fue presentado al público y la prensa especializada en ocasión del Salón del Automóvil de Detroit de 1994. Este concepto estaba hecho con una plataforma de Volkswagen Polo y utilizaba unas grandes llantas de 17 pulgadas con neumáticos de perfil bajo, que presentaban una gran insignia «VW» en el centro, recordando a los del Escarabajo clásico de los años 50. Su color de carrocería es el amarillo. Igualmente, se manejó la idea de un modelo cero emisiones a partir de este concepto. Las reacciones a este auto concepto fueron tan positivos, que Volkswagen consideró seriamente la producción en serie de este modelo.
A la siguiente edición del Salón del Automóvil de Ginebra se presentó la versión convertible en color rojo de este automóvil concepto recibiendo reacciones similares a las del modelo presentado en Estados Unidos. Posteriormente en el Salón del Automóvil de Tokio de 1995 se presentó un nuevo prototipo, esta vez de color negro, llamado en esta ocasión simplemente Volkswagen Concept y evidentemente se trataba de un modelo más cercano a la versión definitiva de producción. En contraste con los modelos presentados en Detroit y Ginebra el año anterior, el modelo exhibido en Tokío ha integrado las defensas, las luces direccionales en las mismas (de modo similar a los Volkswagen Tipo 1 producidos a partir de 1977) entre otros elementos. Ya se había vislumbrado el fundir el concepto con la realidad de un modelo de producción. Los ingenieros concibieron diversas modificaciones a partir de la forma característica plasmada en el estudio de 1994. El modelo exhibido en Tokío, tiene 24 cm más de largo y 7 cm más de ancho que los modelos mostrados en Detroit y Ginebra. Igualmente ya presentaba los airbags delanteros y laterales, el Sistema Antibloqueo de Frenos (ABS) y control de tracción.

### Presentación

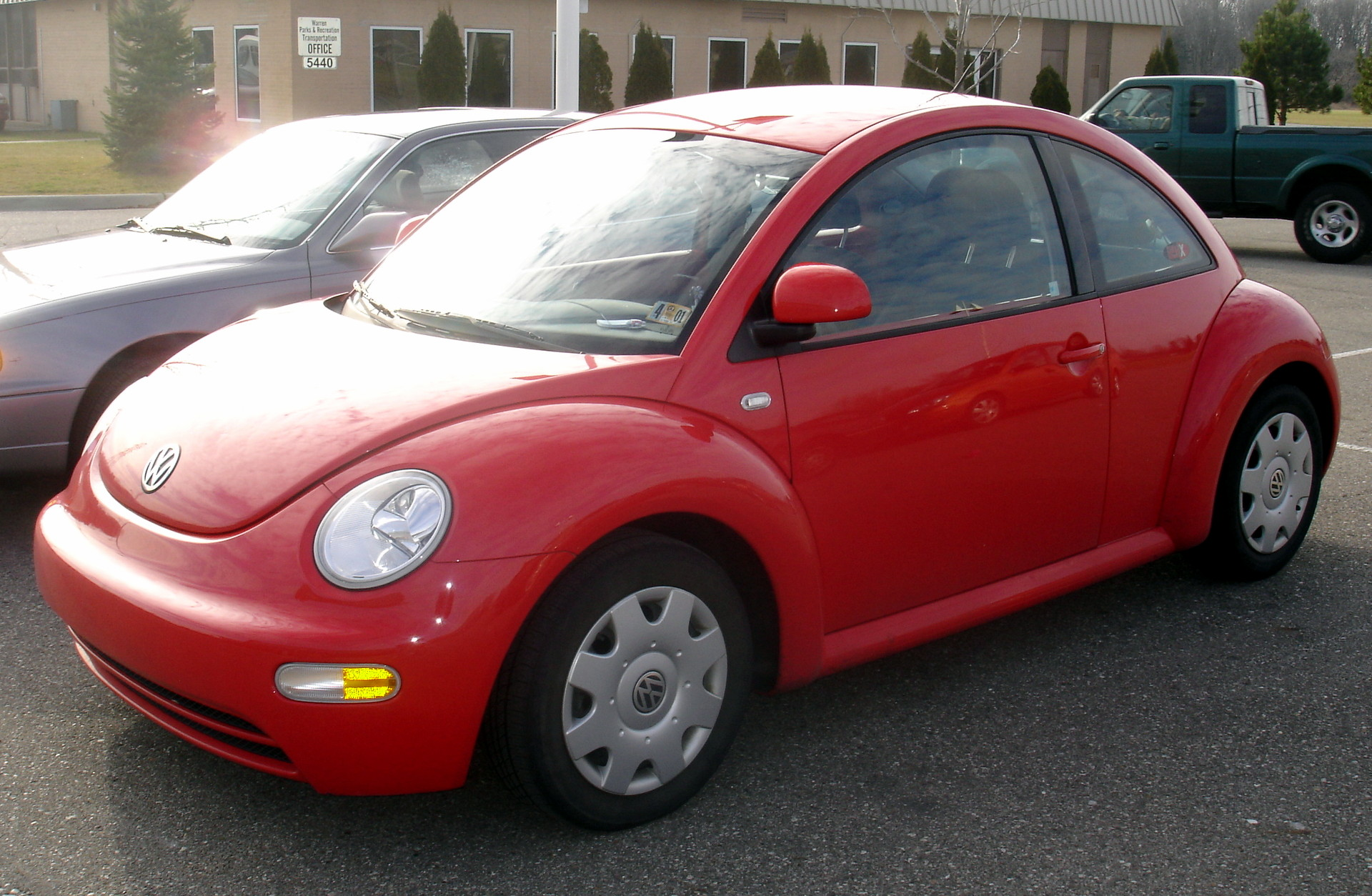
Modelo 1998: una de las primeras versiones en salir de las líneas de producción. Aquí con especificaciones para América del Norte.

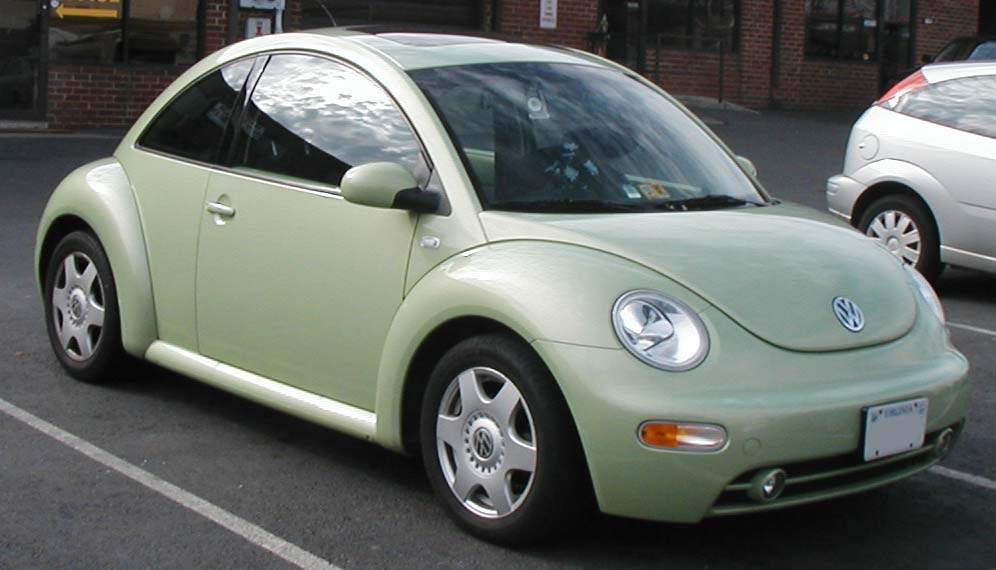
Modelo 2000. En este año cambian sus espejos exteriores. También con especificaciones para América del Norte.

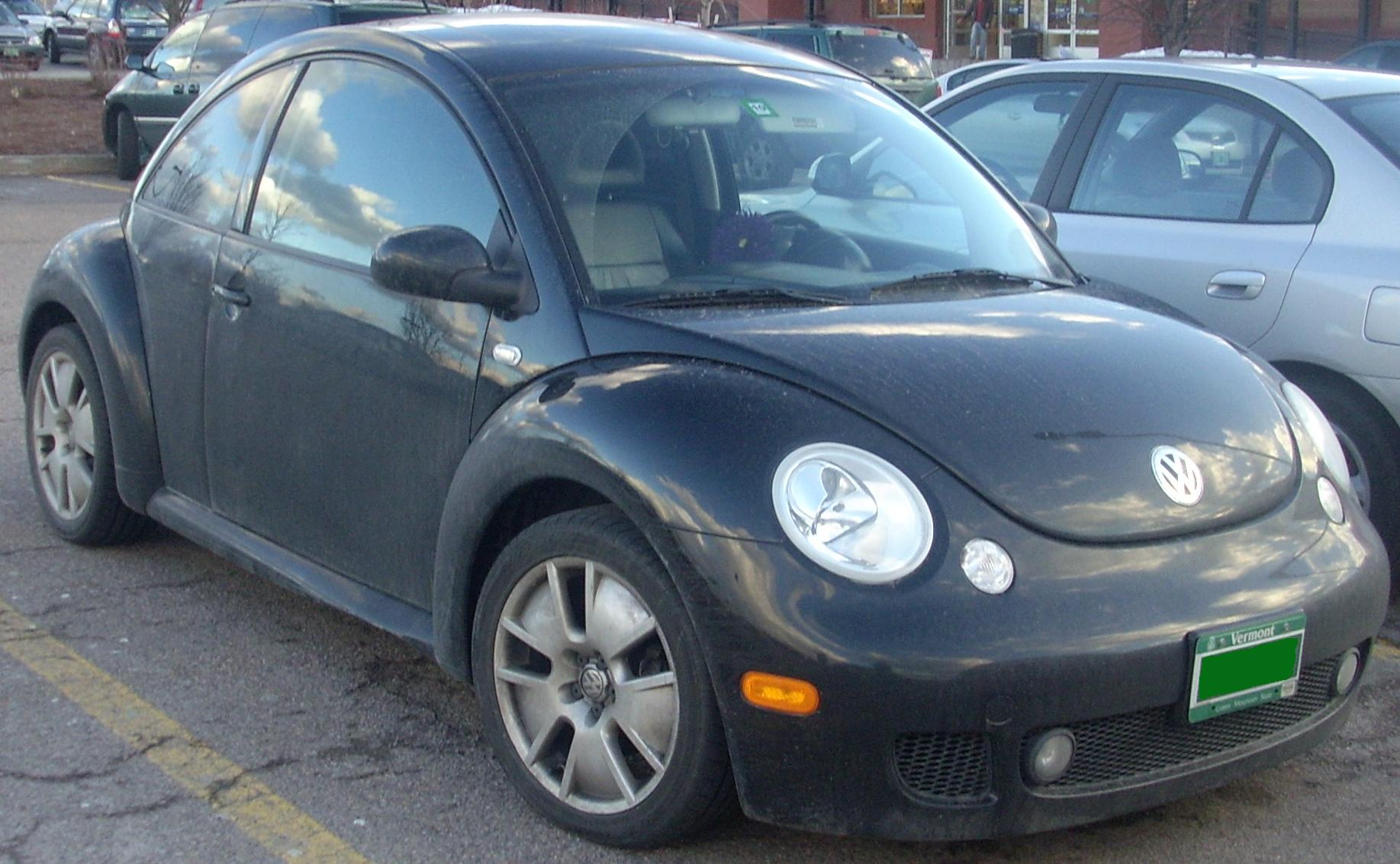
Turbo S de 2002-2003. Una versión muy apreciada por los entusiastas del modelo en México, Estados Unidos y Canadá por tener un motor de 180 CV y transmisión manual de 6 velocidades.

El modelo final se diseñó en Alemania y fue presentado oficialmente en el Salón del Automóvil de Detroit en 1998. Es fabricado en exclusiva por Volkswagen de México y es comercializado en Estados Unidos y Canadá desde abril de 1998 y en Europa y otros mercados desde 1999. Así, Volkswagen fue uno de los primeros fabricantes que condujo un vehículo en el llamado diseño retro para introducirse en el mercado.
El New Beetle tiene que ver con el Escarabajo clásico solamente en el nombre (en países de habla inglesa) y en la apariencia (incluida la ausencia de emblemas, con la excepción del logotipo de VW), debajo del cofre, es un coche moderno en todos los sentidos, concebido sobre la plataforma A4 del Grupo Volkswagen (Volkswagen Golf A4, Volkswagen Bora/Jetta A4, Audi A3, Seat León A4, SEAT Toledo A4, Škoda Octavia A4). El New Beetle tiene tracción delantera y motor delantero, siempre refrigerado a agua. Aun así, lleva muchos características de diseño relacionadas con el Volkswagen Tipo 1: salpicaderas separadas de la carrocería (están hechos de olefinas y se integran con las defensas hechas del mismo material), los faros inclinados y las calaberas (luces traseras) redondas, así como un techo redondeado de gran altura que ofrece suficiente espacio libre para los conductores de buena estatura.
En contraste con el Volkswagen Tipo 1, el Insurance Institute of Highway Safety de Estados Unidos calificó al New Beetle con uno de los mejores índices de seguridad contra impactos entre los automóviles de su clase al momento de su lanzamiento. Igualmente la revista Motor Trend le otorgó el premio al "Import Car of the Year".
Los motores a gasolina para los mercados europeos en sus primeros años fueron un cuatro cilindros en línea de 1.4 litros de 75 CV de potencia máxima, un 1.6 litros de 100 CV, un 2.0 litros de 115 CV y un 1.8 litros con turbocompresor, cinco válvulas por cilindro y 150 CV y un cinco cilindros en V de 2.3 litros y 170 CV. El único Diésel es un 1.9 L de 100 CV. Estos motores se asociaban a cajas de cambios automática de cuatro velocidades, y manual de cinco velocidades. En los mercados del continente americano los motores iniciales fueron el un 2.0 litros a gasolina de 115 CV y el diésel 1.9 litros de 100 CV con las mismas cajas de cambios.
En años posteriores se incorporaron otros motores como el 4 cilindros 1.8 L Turbo 20V 150 CV, y reservado para el modelo New Beetle Turbo S comercializado en México, Estados Unidos y Canadá (2002 al 2005), la versión de 180 CV del mismo motor, en este caso, asociado a una caja de cambios de 6 velocidades y un diseño exterior que compartió con la versión europea New Beetle Sport Edition. En diésel la variante TDI de 100 CV reemplazó a la versión inicial de 90.
A lo largo de sus primeros años el Beetle tuvo muy pocas modificaciones, siendo entre las más importantes, el cambio de diseño de los espejos exteriores en 2001 por unos más redondeados.

### New Beetle Cabriolet

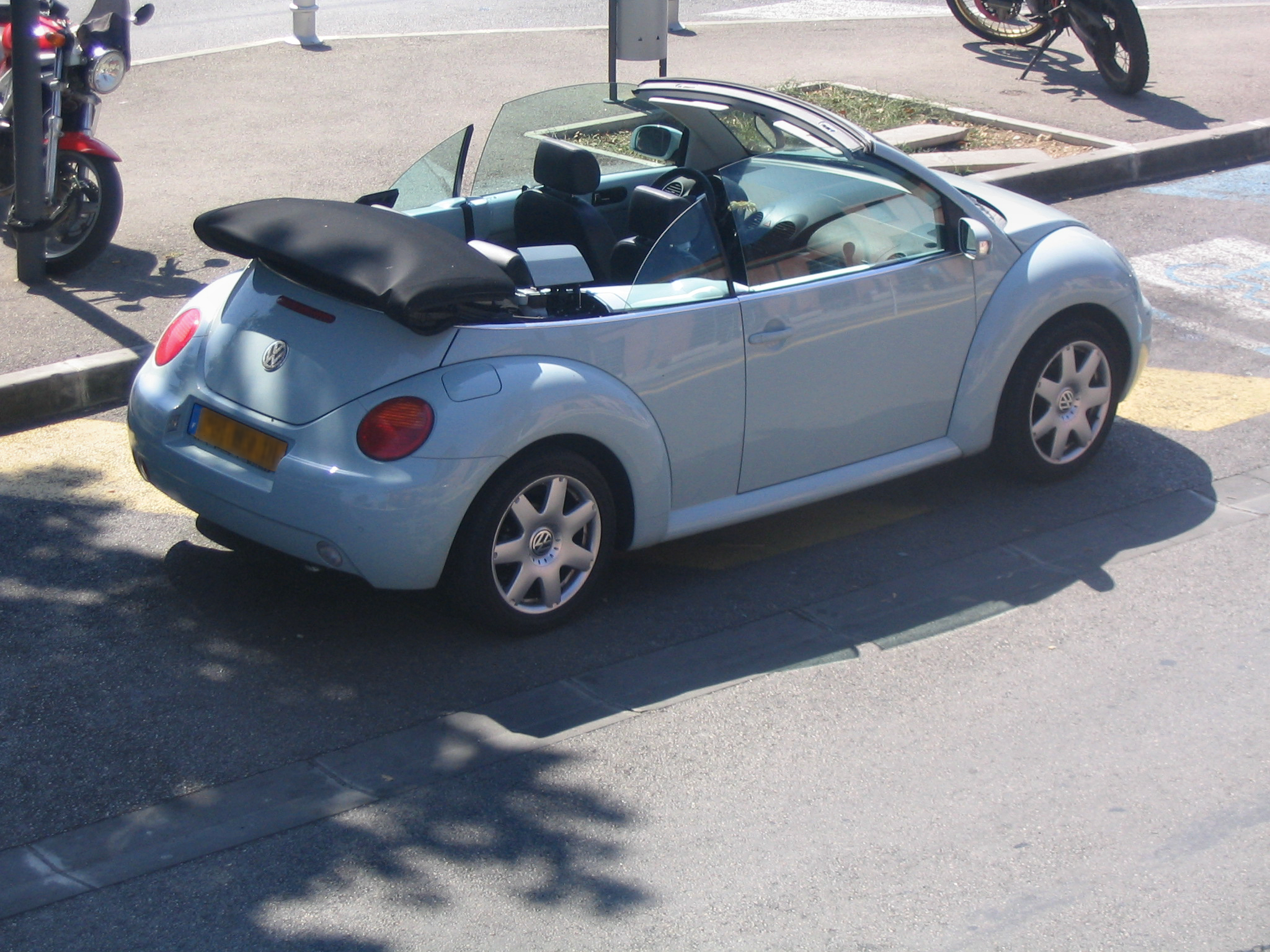
Cabriolet de 2003 para el mercado europeo.

En 2003 surge el New Beetle Cabriolet, modelo descapotable con un diseño que rememora al Escarabajo descapotable. Presenta, al igual que este, un techo de lona, pero accionado eléctricamente. Asimismo, a diferencia del Volkswagen Tipo 1 descapotable, este se ha producido desde entonces, y al igual que la versión cupé, en Volkswagen de México. Conserva, en esencia, las mismas variantes mecánicas. Sin embargo, con este modelo en versión 2.0 L se introduce una caja de cambios automática de 6 velocidades Tiptronic que sustituye a la anterior de 4. Igualmente, los espejos exteriores portan la luz direccional lateral, cambio, que adoptó el cupé. Al interior se cambia el diseño del descansabrazos delantero por uno nuevo. En el asiento trasero, bajo las cabeceras traseras se esconde un mecanismo eyectable que toma las funciones de un arco de seguridad de otros descapotables.

### Rediseño (2006)

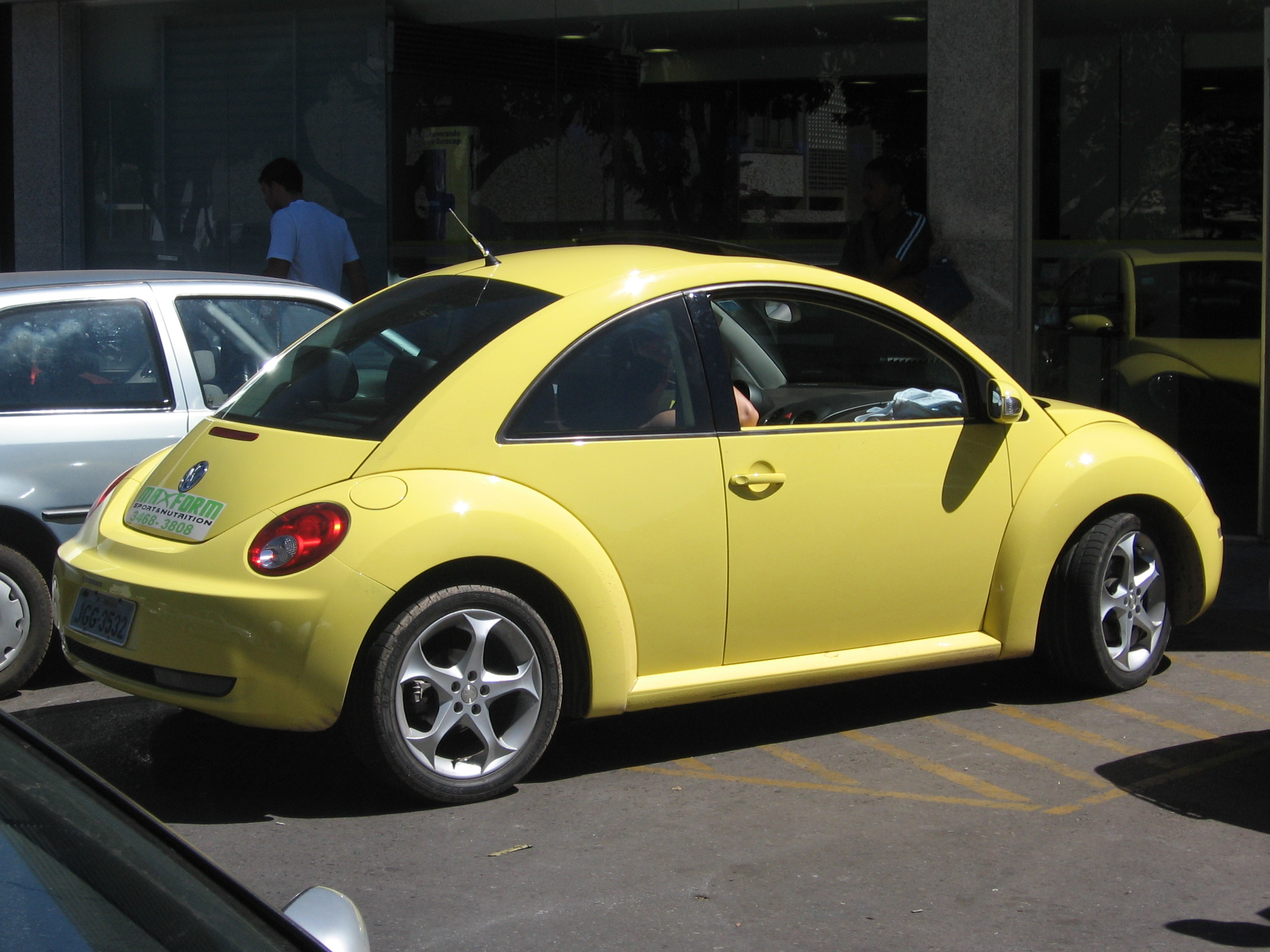
Versión 2006 con rediseño trasero.

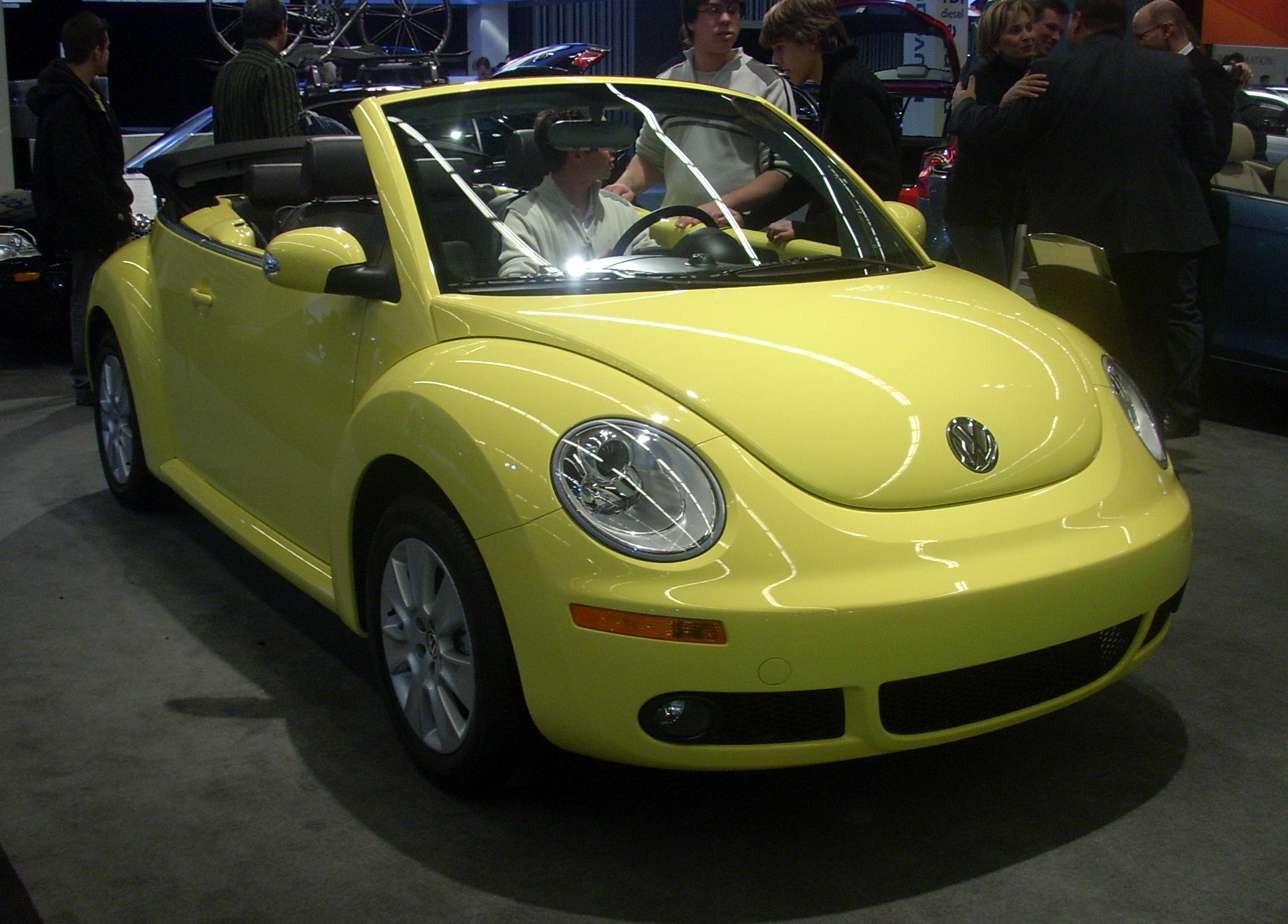
Cabriolet de 2008 en Montreal.

A mediados de 2006 surge un rediseño. Este afectó a las defensas, que ahora eran ligeramente más angulosas y las calaveras con un diseño ligeramente distinto, igualmente las salpicaderas cambiaron de acorde a las defensas. En el apartado mecánico no se presentaron mayores cambios para el mercado europeo, no obstante, para los mercados de América del Norte los motores turbocargados fueron reemplazados por el motor 5 cil. 2.5 L 20V y 150 CV, ya visto anteriormente en los Volkswagen Jetta/Bora destinados a los mercados americanos.

### Motorizaciones
| Periodo                        | 2001-2010             | 1999-2000             | 2000-2010                                         | 1999-2010                                         | 1998-2001                                         | 2001-2010                                         | 2000-2005                                                | 2000-2013              |
| Identificación del motor       | BCA                   | AWH                   | AYD/BFS                                           | AGU/APH/AVC/AWC/AWU/AWV/BKF                       | AEG/APK/AQY                                       | AZJ/BDC/BEJ/BER/BEV/BGD/BHP                       | AQN                                                      | AXJ                    |
| Tipo de motor                  | L4 16v                | L4 8v                 | L4 8v                                             | L4 20v, turbo                                     | L4 8v                                             | L4 8v                                             | VR5 20v                                                  | VR6 24v                |
| Diámetro x carrera             | 76.5 mm x 75.6 mm     | 81.0 mm x 77.4 mm     | 81.0 mm x 77.4 mm                                 | 81.0 mm x 86.4 mm                                 | 82.5 mm x 92.8 mm                                 | 82.5 mm x 92.8 mm                                 | 81.0 mm x 90.2 mm                                        | 84.0 mm x 95.9 mm      |
| Cilindrada                     | 1390 cm³              | 1595 cm³              | 1595 cm³                                          | 1781 cm³                                          | 1984 cm³                                          | 1984 cm³                                          | 2324 cm³                                                 | 3189 cm³               |
| Relación de compresión         | 10.5: 1               | 10.3 : 1              | 10.5: 1                                           | 9.5: 1                                            | 10.5: 1                                           | 10.3: 1                                           | 10.8: 1                                                  | 10.8: 1                |
| Potencia máxima: CV (kW) @ rpm | 75 CV (55 kW) @ 5000  | 101 CV (74 kW) @ 5600 | 102 CV (75 kW) @ 5600                             | 150 CV (110 kW) @ 5800                            | 116 CV (85 kW) @ 5200                             | 116 CV (85 kW) @ 5200                             | 170 CV (125 kW) @ 6200                                   | 225 CV (165 kW) @ 6200 |
| Par máximo: Nm @ rpm           | 126 Nm @ 3300         | 145 Nm @ 3800         | 148 Nm @ 3800                                     | 220 Nm @ 2000-4200                                | 170 Nm @ 2400                                     | 172 Nm @ 3200                                     | 220 Nm @ 3300                                            | 320 Nm @ 3000          |
| Tracción                       | Delantera             | Delantera             | Delantera                                         | Delantera                                         | Delantera                                         | Delantera                                         | Delantera                                                | Total (4Motion)        |
| Transmisión                    | Manual, 5 velocidades | Manual, 5 velocidades | Manual, 5 velocidades / Automática, 4 velocidades | Manual, 5 velocidades / Automática, 4 velocidades | Manual, 5 velocidades / Automática, 4 velocidades | Manual, 5 velocidades / Automática, 4 velocidades | Manual, 5 velocidades/automática 6 velocidades Tiptronic | Manual, 6 velocidades  |
| Peso                           | 1180 kg               | 1210 kg               | 1200 kg                                           | 1220 kg                                           | 1230 kg                                           | 1230 kg                                           | 1325 kg                                                  | 1515 kg                |
| Aceleración (0-100 km/h)       | 14.6 s                | 11.7 s                | 11.6 s                                            | 8.7 s                                             | 10.9 s                                            | 10.9 s                                            | 8.7 s                                                    | 6.7 s                  |
| Velocidad máxima               | 161 km/h              | 178 km/h              | 179 km/h                                          | 203 km/h                                          | 185 km/h                                          | 185 km/h                                          | 211 km/h                                                 | 225 km/h               |
| Consumo combinado (L/100 km/h) | 7.0                   | 7.5                   | 7.5                                               | 8.1                                               | 8.7                                               | 8.7                                               | 8.9                                                      | -                      |

| Periodo                        | 1997-2004                                         | 2000-2005                                                    | 2005-2010                                                    |
| Identificación del motor       | ALH                                               | ATD/AXR/BEW                                                  | BSW                                                          |
| Tipo de motor                  | L4 8v, inyección directa, turbo, intercooler      | L4 8v, inyección directa, inyector-bomba, turbo, intercooler | L4 8v, inyección directa, inyector-bomba, turbo, intercooler |
| Diámetro x carrera             | 79.5 mm x 95.5 mm                                 | 79.5 mm x 95.5 mm                                            | 79.5 mm x 95.5 mm                                            |
| Cilindrada                     | 1896 cm³                                          | 1896 cm³                                                     | 1896 cm³                                                     |
| Relación de compresión         | 19.5: 1                                           | 19.0: 1                                                      | 19.0: 1                                                      |
| Potencia máxima: CV (kW) @ rpm | 90 CV (66 kW) @ 4000                              | 101 CV (74 kW) @ 4000                                        | 105 CV (77 kW) @ 4000                                        |
| Par máximo: Nm @ rpm           | 210 Nm @ 1900                                     | 240 Nm @ 1800-2400                                           | 240 Nm @ 1800-2200                                           |
| Tracción                       | Delantera                                         | Delantera                                                    | Delantera                                                    |
| Transmisión                    | Manual, 5 velocidades / Automática, 4 velocidades | Manual, 5 velocidades                                        | Manual, 5 velocidades                                        |
| Peso                           | 1250 kg                                           | 1290 kg                                                      | 1290 kg                                                      |
| Aceleración 0–100 km/h         | 13.1 s                                            | 12.4 s                                                       | 11.5 s                                                       |
| Velocidad máxima               | 171 km/h                                          | 178 km/h                                                     | 180 km/h                                                     |
| Consumo combinado (L/100 km/h) | 5.2                                               | 5.1                                                          | 5.4                                                          |

### Autos Concepto
El Nuevo Escarabajo ha inspirado hasta la fecha dos autos concepto:
- New Beetle Dune Este es un auto concepto creado en 2001 inspirado en los "Baja Bug", que son Volkswagen Tipo 1 modificados para correr en la competencia Baja 1000.
- New Beetle Ragster En el Salón del Automóvil de Detroit de 2005 se presentó este auto concepto. La base de la Ragster (un Ragster es el cruce entre un ragtop y un speedster) fue un New Beetle convertible. Hicieron algunos cambios, tales como cortar la parte superior, poniéndole una nueva forma de U al techo, y la creación de un único trabajo con pintura de plata de doble rayas. El interior difiere de la original Nueva Beetle, siendo este un auto 2+2, y teniendo un tablero con instrumentos de diseño único. Su espejo interior surge del tablero, lo cual es una característica retro.

### Ediciones limitadas

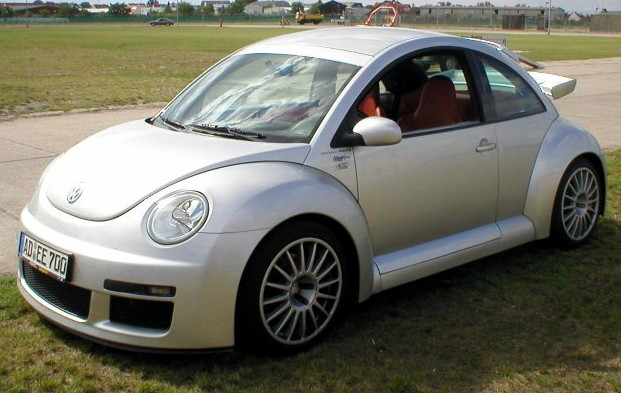
RSi, la edición limitada con 225 CV, tracción integral 4Motion y transmisión manual de 6 velocidades.

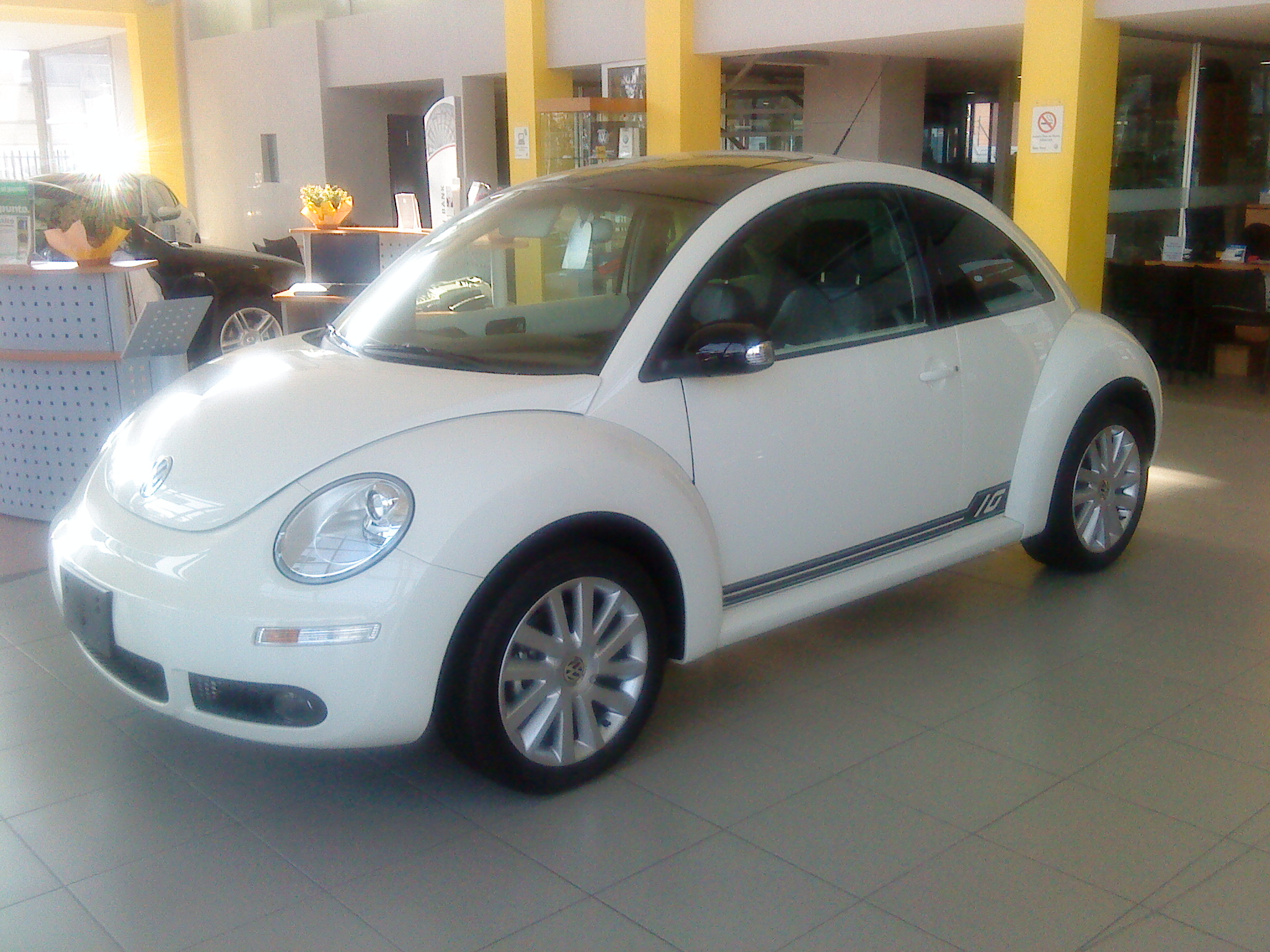
Edición limitada 10 Aniversario, que conmemora el décimo aniversario de su introducción al mercado.

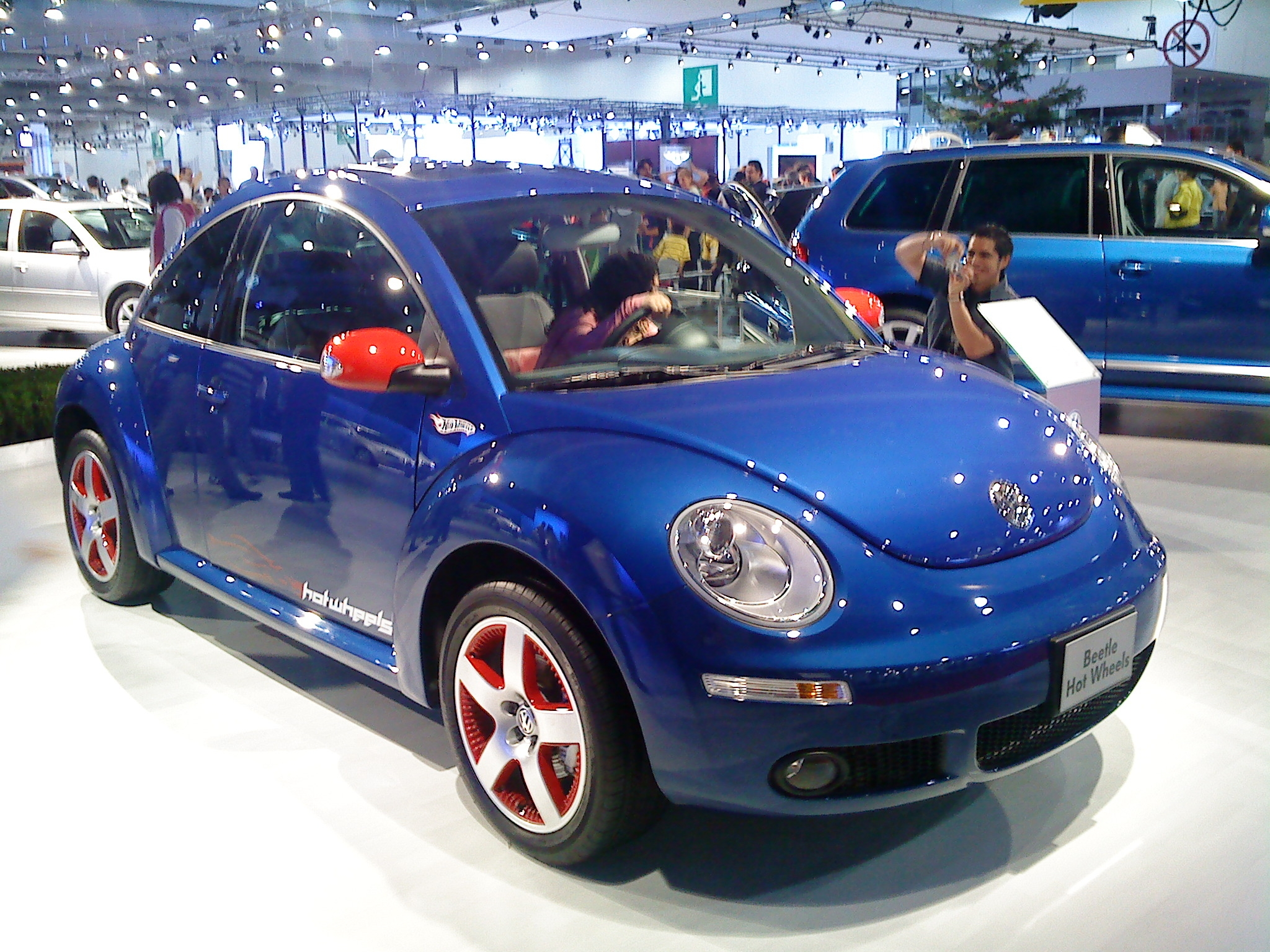
Versión Hot Wheels como homenaje de Volkswagen para los populares juguetes Hot Wheels de Mattel.

Dado el carácter del peculiar diseño de este automóvil, han aparecido a lo largo del tiempo diversas ediciones limitadas de este modelo en todo el mundo. Entre otros están:
- New Beetle RSi: Variante deportiva de la que se produjeron 250 unidades en 2001. Pintados en color Silver Arrow metálico, también llamado plata mercurio. Estos automóviles portaban un motor V6 a 15 grados 3.2 L 225 CV acoplados a una caja de cambios de 6 velocidades y tracción a las cuatro ruedas 4Motion. En el interior tienen unos asientos deportivos Recaro tapizados en piel color naranja, acabados en fibra de carbono y aluminio pulido al interior con toldo de alcántara. Al exterior presentaban un diseño único de salpicaderas y defensas, deflector trasero, tubos dobles de escape marca Remus y rines de aleación de 18X9 proporcionadas por el Grupo OZ. Como equipo de confort presenta el aire acondicionado y un radio AM/FM stereo.
- New Beetle en Vogue Edición especial lanzada en el 2001, pintado en Reflex amarillo, un color ofrecido previamente en América del Norte se vende en Internet en modelo LE especial durante la primavera de 2000 y las características únicas de color gris con asientos de color azul brillante incluyendo el logotipo bordado del New Beetle. Esta edición incluía frenos ABS, Dirección asistida, Pintura metalizada, CD, Aire acondicionado, Elevalunas eléctricos, Aros, Airbag conductor, Airbag acompañante, Cierre centralizado, Retrovisores eléctricos, Asiento trasero abatible, Guía en cuero, Airbags laterales, Control de tracción, Control de estabilidad. Otras opciones de pintura eran, Negro, Marlin Blue Pearl; metallic - Ravenna Blue y Reflex Silver.
- New Beetle Vapor Blue y New Beetle Reflex Yellow: Son producidos en cantidades limitadas en estos dos colores y únicamente estuvieron disponibles por encargo a través de internet. Aunque no todos los autos no fueron vendidos por este medio, esta campaña fue todo un éxito ya que lograron atraer por este medio más visitas a la página web de Volkswagen.[5]
- New Beetle Champagne: Edición Limitada para Estados Unidos y Canadá que se caracteriza por su color exterior Duna Metálico.
- New Beetle Style
- New Beetle Dark Flint Edition: Este es un Cabriolet del que se hicieron 250 unidades que se pusieron a la venta a partir de enero de 2005. Su color exterior es el Negro Onix, mientras que sus asientos de piel, capota e insertos al interior tenían un color rojo burdeos.[6]
- New Beetle Red Edition: Serie limitada del New Beetle para algunos países europeos como España o Italia solamente (200 unidades por país), disponible tanto en cupé como en cabriolet. Esta edición limitada se caracteriza por su color exterior Negro Profundo Perlado con interior en piel roja, llantas de aluminio Sarasota 17' y placa numerada al interior.
- New Beetle Triple White Convertible: Edición limitada del descapotable basado en la edición limitada Triple White del Volkswagen Tipo 1 descapotable. Se caracteriza por presentar un color exterior en Blanco Campanella, un interior (tapiz de asientos, paneles laterales) en color blanco y la cubierta de la capota al mismo color, de ahí su nombre.
- New Beetle Barbie Edición limitada a 13 unidades que se concibió en convenio con la empresa juguetera Mattel con inspiración en su muñeca Barbie. Su color exterior es Rosa, al interior presenta insertos en volante y tablero al mismo color, y sus asientos deportivos están tapizados en piel negra con insertos en color Rosa. Su motor es un 4 cil. 2.0 L 115 CV con una caja de cambios automática Tiptronic de 6 velocidades.[7]
- New Beetle Edición 10 Aniversario: Edición limitada a 310 unidades que conmemora el décimo aniversario del lanzamiento del New Beetle a nivel mundial. Su color exterior es Blanco Campanella con toldo y espejos laterales pintados en Negro. Tiene bandas laterales con el #10. Sus asientos son deportivos con un tapiz especial en piel negra y blanco con el #10 marcado en las cabeceras y una placa conmemorativa en la guantera en la cual se incluye el número de auto. Para el mercado mexicano se comercializa con el motor 5 cil. 2.5 L 150 CV con transmisiones manual de 5 velocidades o automática Tiptronic de 6 velocidades, mientras que para el mercado australiano con el motor 4 cil. 1.6 L 102 CV.[8][9]
- New Beetle Hot Wheels: Edición limitada a 240 unidades que se concibió en convenio con la empresa juguetera Mattel; a su vez, Hot Wheels produciría el auto a escala. con inspiración en su línea de autos a escala Hot Wheels. Se presenta en tres colores exteriores: Negro Onix, Rojo Salsa y Azul Láser Perlado. El diseño exterior del Beetle Hot Wheels incluye un spoiler trasero con tercera luz de freno, emblemas en los laterales y la parte trasera del auto, cristales traseros oscurecidos, espejos exteriores en rojo y llantas de aluminio de 17" con insertos en color Rojo Salsa. Al interior incluye vestiduras de asientos en Piel combinada en negro y Rojo Salsa con costuras en hilo rojo. Cabeceras delanteras con el logotipo "Hot Wheels" grabado. Volante forrado en piel con costuras en hilo rojo. Funda de palanca de velocidades con costuras en hilo rojo. Tapetes delanteros con costuras en hilo rojo. Asidero en tablero para pasajero tapizado en imitación piel color Rojo Salsa. Placa seriada edición especial. Su motor es el 5 cil. 2.5 L 20V y 150 CV.
- New Beetle Blush: Edición limitada para el mercado de los Estados Unidos disponible únicamente como convertible. Su color exterior es el Gris Espejo Metálico (Silver Leaf) con asientos en piel color Rojo. Su motor es el 5 cil. 2.5 L 20V y 150 CV acoplado a una caja de cambios automática Tiptronic de 6 velocidades. Este modelo equipa ruedas de aleación de 17".
- New Beetle Freestyle: Edición limitada disponible únicamente en Alemania, disponible en coupé y cabriolet. Su color exterior es el Gris Espejo Metálico (Silver Leaf). También cuenta con ruedas de aleación "Darlington" 16", emblema "Freestyle" en costados laterales. Su interior combina elementos tales como costuras en seda beige en las vestiduras de tela de asientos, reposabrazos central, reposacabezas y tapetes textiles. El volante es y la palanca de velocidades están forrados en piel. Igualmente el aire acondicionado, el radio "Gama CD" con MP3, el sistema de control de velocidad, el sensor de estacionamiento de una distancia de seguridad y las luces antiniebla complementan la lista de su equipamiento especial.
- New Beetle Final Edition: Se presentó en el Salón del Automóvil de Los Ángeles de 2009. El Volkswagen New Beetle Final Edition 2010 New Beetle(limitado a 1500 unidades) tiene un color exterior Aquarius Blue y un techo raso interior en Negro en el caso del hatchback, en el caso del Cabriolet, se presenta con el mismo color exterior, sin embargo sus paneles laterales y puertas están terminados en color Blanco Campanella. Adicionalmente tiene llantas de aleación de 17", ambas carrocerías tienen el motor 2.5 L asociado a una transmisión "Tiptronic" de 6 velocidades. Otros equipamientos de esta versión incluyen la suspensión con ajuste deportivo y los emblemas "Final Edition" tanto en el interior como en el exterior del auto. Ambas carrocerías también tienen luces antiniebla integradas y el Programa Electrónico de Estabilidad (ESP) como equipo de serie. Su producción se limitó a 1,500 ejemplares en hatchback y 1,500 en Cabriolet.

Con esta edición se cierra la producción del Volkswagen New Beetle en su primera generación.

## Beetle A5 (2011-2020)

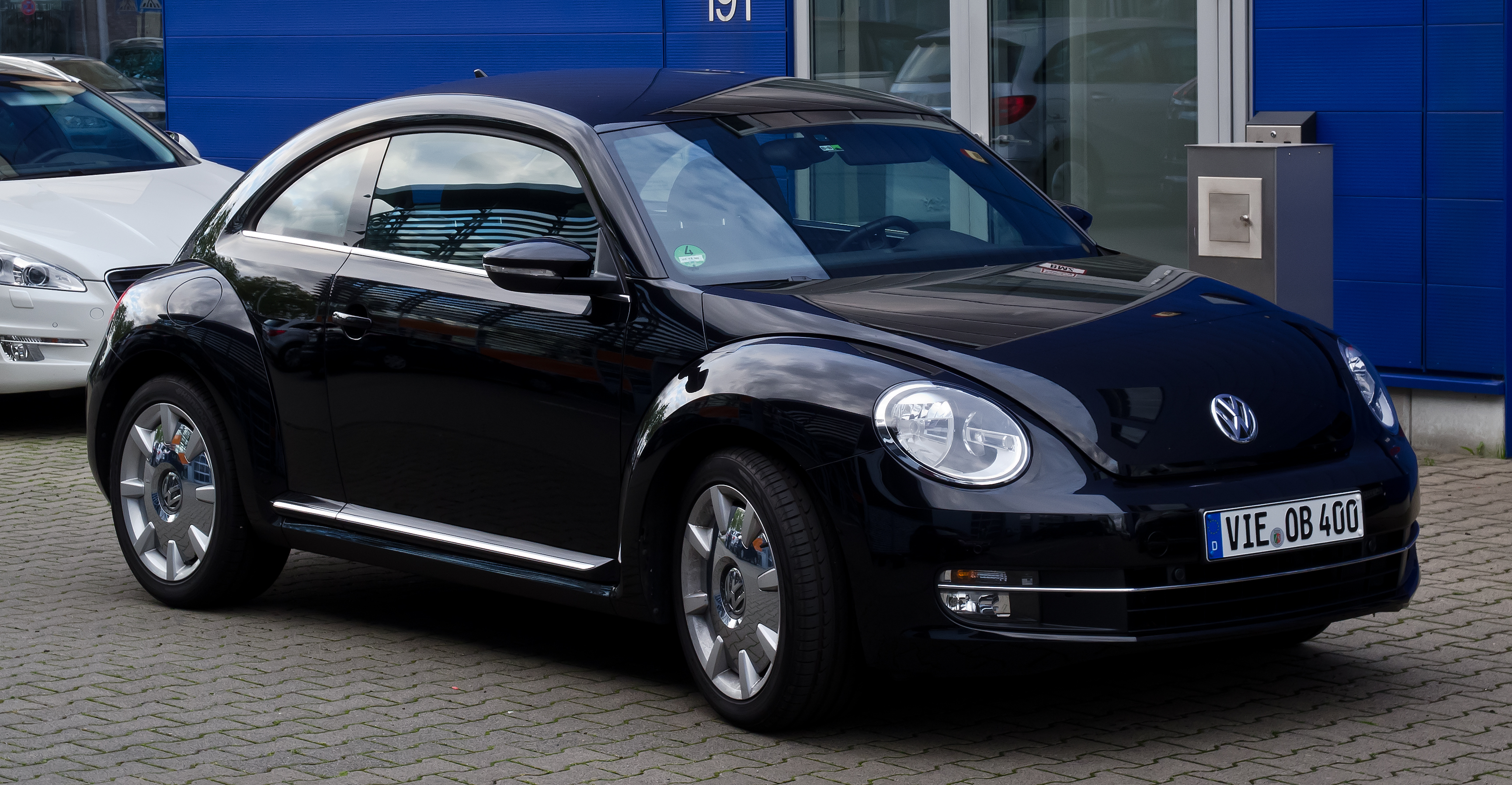
En Düsseldorf el 8 de julio de 2012.

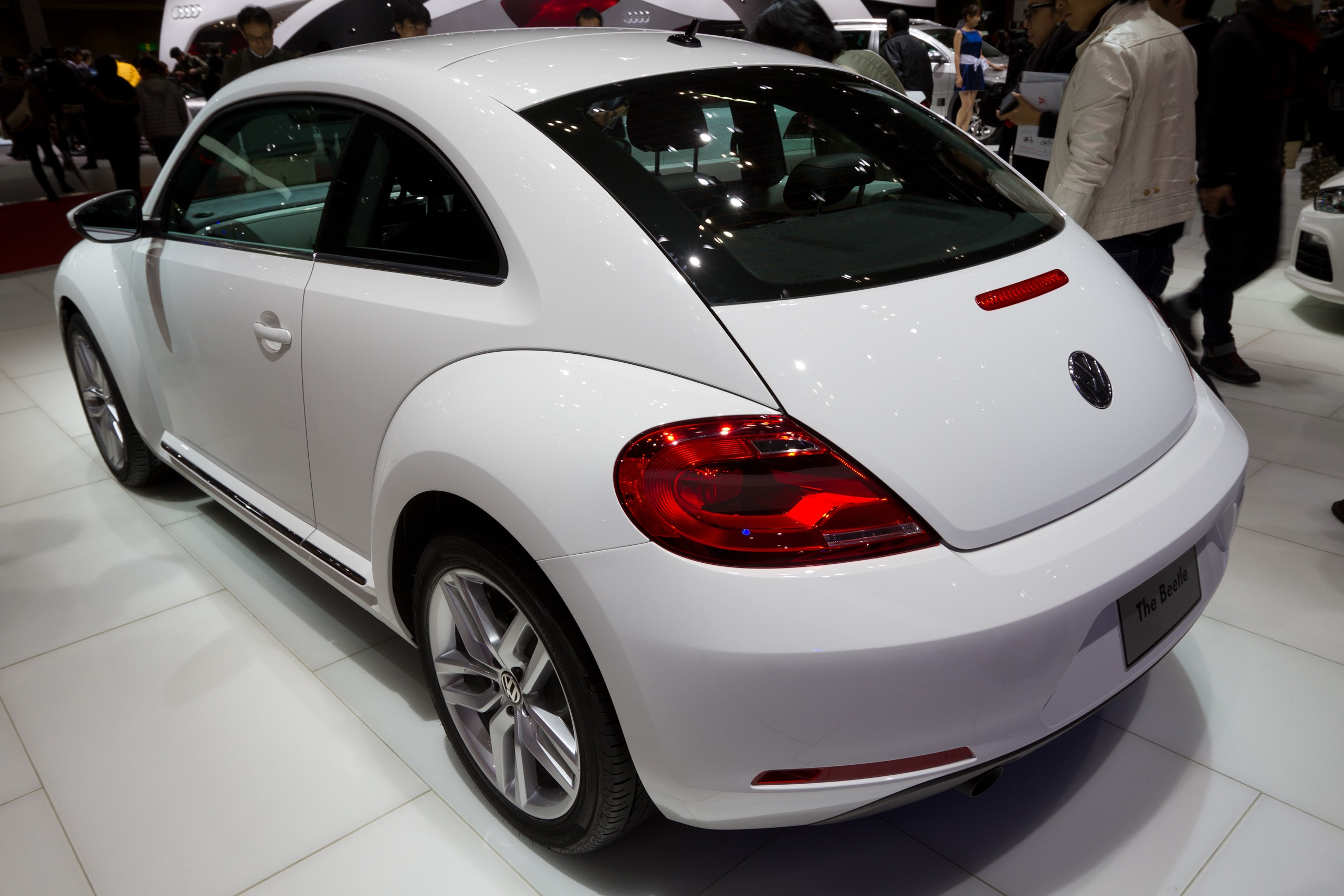
En el Salón del Automóvil de Tokio de 2011.

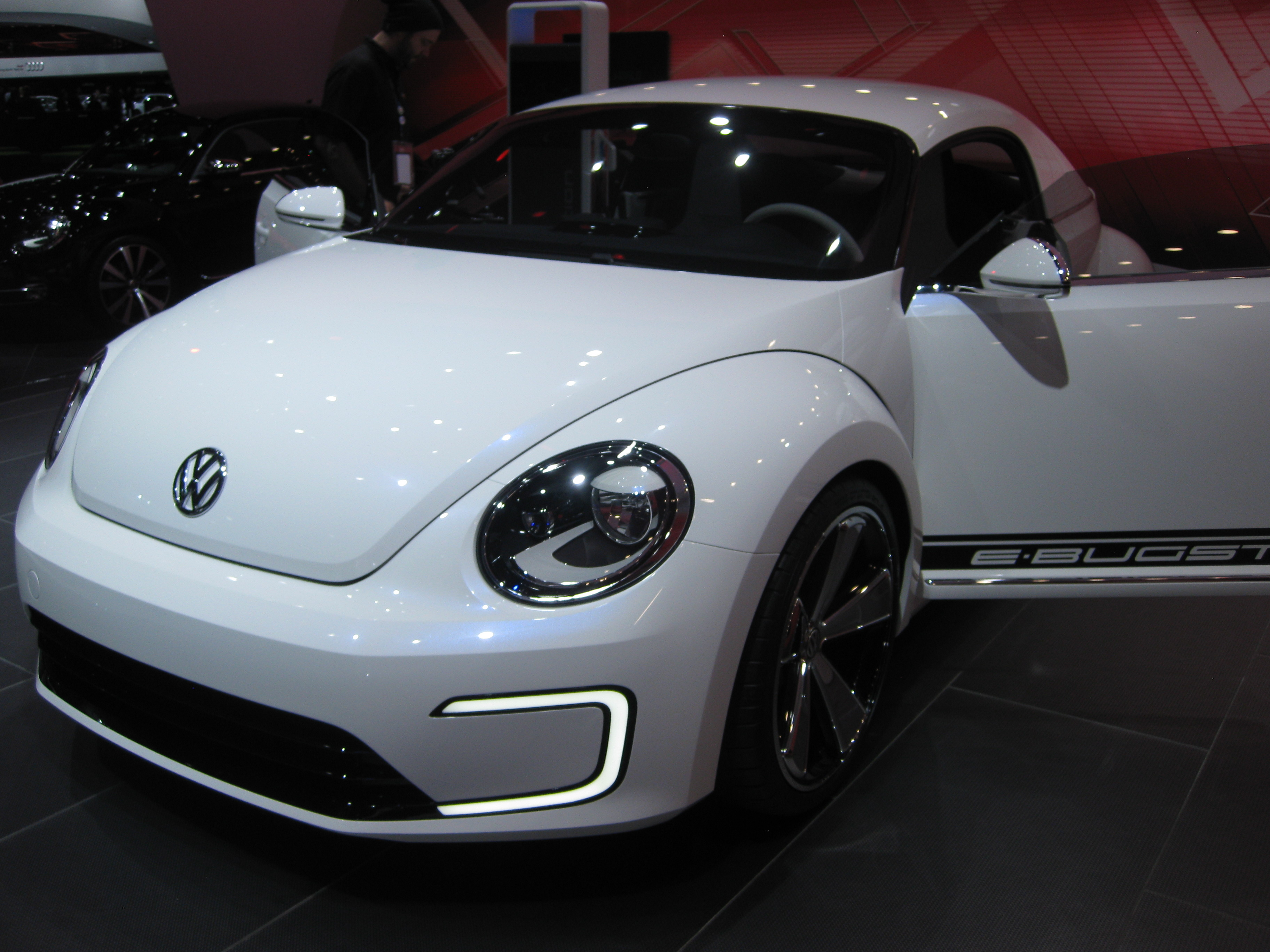
VW E-Bugster concept 2012 era la versión eléctrica.

A partir de esta generación se elimina el New para pasar a llamarse simplemente Beetle A5. Mucho se especuló en distintos medios acerca de una renovación completa de este modelo. Se rumoreaba que estaría basado en el Volkswagen Golf sexta generación, rumor que finalmente resultó cierto. Entre los rumores estaban el que se inspiraría en el concepto New Beetle Ragster e incluso tendría elementos de estilo del concepto Volkswagen up!, e incluso que tendría varios tipos de carrocería además del cupé y descapotable, se añadirían un Tipo 1 de cuatro puertas o una pick-up. Incluso otros medios como Motor Trend afirmaba que el New Beetle contará con dos sustitutos, uno basado en el Golf que tendría motorización híbrida exclusivamente, mientras que el segundo, que sería de tamaño más pequeño, estaría basado en el Volkswagen up!.
Finalmente el modelo fue oficialmente presentado en abril de 2011, estando basado en el Volkswagen Golf de sexta generación, manteniendo un estilo continuista con el modelo anterior, ganando habitabilidad y perdiendo algo de personalidad en su diseño interior. De momento, están disponibles la versión coupé de 3 puertas y la versión Cabriolet. Al igual que el New Beetle, este nuevo Beetle se produce exclusivamente en la planta de Puebla de Volkswagen de México, sin embargo, algunas de las primeras unidades que salieron de las líneas de producción destinados tanto a los mercados europeos y estadounidense llegaron con números de VIN con inicio en "WVW", lo cual indica que hubieran sido producidos en Alemania.
La segunda generación del Volkswagen Beetle (ahora simplemente llamada "Beetle" en lugar de "New Beetle") ha sido lanzado a la venta en los mercados de América del Norte y algunos países europeos como modelo 2012, siendo su eslogan para México, Estados Unidos y Canadá el de the 21st Century Beetle («El escarabajo del Siglo XXI»). Si bien esta nueva generación tiene un diseño similar al New Beetle, sin embargo, presenta un perfil más bajo, perdiendo de esta manera, algo del diseño redondeado que caracterizaba a su antecesor, aunque conserva las formas y proporciones generales del Volkswagen Tipo 1. El primer país donde fue puesto a la venta ha sido México, el 1º de agosto de 2011, en dos niveles de equipo: "Beetle 2.5 Base" y "Beetle 2.5 Sport", dejando para noviembre de 2011 la presentación del Beetle Sport con motor 2.0 L TSI. Inicialmente se comercializa únicamente con transmisión Tiptronic de 6 velocidades (2.5 L) o DSG de 6 velocidades (2.0 TSI) en su país de origen. En el caso de los Estados Unidos, desde el mes de julio de 2011 se podía ordenar vía Internet una edición especial de lanzamiento llamada "Beetle Black Turbo". En el caso de España, desde septiembre de 2011 se puede ordenar dos ediciones especiales de lanzamiento con el motor 2.0 L TSI.
Esta nueva generación es más larga que el New Beetle original (ahora tiene una longitud total de 4,278 mm) debido a la utilización de la plataforma A5 (PQ35) la cual comparte con el nuevo Vokswagen Jetta. Tiene un perfil más bajo, teniendo 12 mm menos de altura total, 88 mm más de ancho total. Su cajuela ahora tiene una capacidad de 310 l, lo cual representa un importante incremento respecto a los 209 l del New Beetle.

### Lanzamiento
El 22 de noviembre de 2010, durante el episodio final de "Oprah's Favorite Things", segmento del programa The Oprah Winfrey Show, Oprah Winfrey y Volkswagen anunciaron que cada persona presente en la audiencia del programa en ese día, recibiría uno de los Volkswagen Beetle, en su lanzamiento durante 2011. Personal de Volkswagen les obsequió a cada una de estas personas presentes las llaves especiales del automóvil. Esto fue secundado por un comercial de televisión con un "teaser" durante el Super Bowl XLV el 18 de febrero de 2011.
Para celebrar la presentación mundial, Volkswagen se asoció con MTV, para hacerlo de una manera espectacular en tres distintos continentes el 18 de abril de 2011. Esto comenzó en Shanghái, China con una celebración exclusiva conducida por VJ's de MTV, seguido por eventos MTV World Stage en Berlín y Nueva York.
El 20 de abril de 2011, la segunda generación de este automóvil se da a conocer como el Volkswagen Beetle, quitando la palabra New de su nombre, debutando así en los Salones del Automóvil de Nueva York y Shanghái.
Una promoción adicional consistió en la colocación del producto apareciendo en varios medios de comunicación, notablemente en el video musical de la canción I wanna go de Britney Spears, que comenzó a ser transmitido el 22 de junio de 2011.
Luego de 6 años de ausencia en Colombia, regresó el Beetle dándose a conocer poco tiempo después del anuncio de que Volkswagen Golf también regresaría en 2014 y su presentación oficial en El Salón del Automóvil de Bogotá

### Motorizaciones
| Periodo                        | 2011-presente                                     | 2014-presente                                     | 2011-2014                                         | -                                                 | 2011-2013                                         | 2013-2014                                         | 2014-presente                                     | 2011-presente                                     |
| Identificación del motor       | CJZA                                              | CZEA/CZDA                                         | CAVD                                              | CDDA                                              | CAWB                                              | CCZB                                              | CHHB                                              | BGQ                                               |
| Tipo de motor                  | L4 16v, inyección directa, turbo                  | L4 16v, inyección directa, turbo                  | L4 16v, inyección directa, turbo, compresor       | L4 16v, inyección directa, turbo                  | L4 16v, inyección directa, turbo                  | L4 16v, inyección directa, turbo                  | L4 16v, inyección directa, turbo                  | L5 20v                                            |
| Diámetro x carrera             | 71.0 mm x 75.6 mm                                 | 74.5 mm x 80.0 mm                                 | 76.5 mm x 75.6 mm                                 | 82.5 mm x 84.1 mm                                 | 82.5 mm x 92.8 mm                                 | 82.5 mm x 92.8 mm                                 | 82.5 mm x 92.8 mm                                 | 82.5 mm x 92.8 mm                                 |
| Cilindrada                     | 1197 cm³                                          | 1395 cm³                                          | 1390 cm³                                          | 1798 cm³                                          | 1984 cm³                                          | 1984 cm³                                          | 1984 cm³                                          | 2480 cm³                                          |
| Relación de compresión         | 10.5: 1                                           | 10.5: 1                                           | 10.0 : 1                                          | 9.6: 1                                            | 10.3: 1                                           | 9.6: 1                                            | 9.6: 1                                            | 10.5: 1                                           |
| Potencia máxima: CV (kW) @ rpm | 105 CV (77 kW) @ 5000                             | 150 CV (110 kW) @ 5000-6000                       | 160 CV (118 kW) @ 5800                            | 170 CV (125 kW) @ 4800-6200                       | 200 CV (147 kW) @ 5100                            | 210 CV (155 kW) @ 5300-6200                       | 220 CV (162 kW) @ 4500-6200                       | 170 CV (125 kW) @ 5700                            |
| Par máximo: Nm @ rpm           | 175 Nm @ 1550-4100                                | 250 Nm @ 1500-3500                                | 240 Nm @ 1500-4500                                | 270 Nm @ 1600-4200                                | 280 Nm @ 1700-5000                                | 280 Nm @ 1700-5200                                | 350 Nm @ 1500-4400                                | 239 Nm @ 4250                                     |
| Tracción                       | Delantera                                         | Delantera                                         | Delantera                                         | Delantera                                         | Delantera                                         | Delantera                                         | Delantera                                         | Delantera                                         |
| Transmisión                    | Manual, 6 velocidades / Automática, 7 velocidades | Manual, 6 velocidades / Automática, 7 velocidades | Manual, 6 velocidades / Automática, 7 velocidades | Manual, 6 velocidades / Automática, 6 velocidades | Manual, 6 velocidades / Automática, 6 velocidades | Manual, 6 velocidades / Automática, 6 velocidades | Manual, 6 velocidades / Automática, 6 velocidades | Manual, 5 velocidades / Automática, 6 velocidades |
| Peso                           | 1274-1409 kg                                      | 1347-1452 kg                                      | 1359-1468 kg                                      | -                                                 | 1391-1505 kg                                      | 1391-1505 kg                                      | 1395-1425 kg                                      | 1333-1353 kg                                      |
| Aceleración (0-100 km/h)       | 10.9-11.7 s                                       | 8.7-9.1 s                                         | 8.3-8.6 s                                         | -                                                 | 7.5-7.6 s                                         | 7.3-7.4 s                                         | 6.7 s                                             | 8.0-8.3 s                                         |
| Velocidad máxima               | 178-180 km/h                                      | 201-203 km/h                                      | 205-208 km/h                                      | -                                                 | 221-225 km/h                                      | 225-229 km/h                                      | 231-233 km/h                                      | -                                                 |
| Consumo combinado (L/100 km/h) | 5.6-6.1                                           | 5.3-5.8                                           | 6.2-6.8                                           | 7.0                                               | 7.3-7.8                                           | 7.3-7.8                                           | 6.3-6.6                                           | 9.1-9.4                                           |

| Periodo                        | 2011-2014                                                  | 2014-presente                                              | 2012-2014                                                  | 2014-presente                                              |
| Identificación del motor       | CLHA                                                       | CRKB                                                       | CBAB/CFBB/CJAA                                             | CRBC/CRLB/CRBB                                             |
| Tipo de motor                  | L4 16v, inyección directa, common-rail, turbo, intercooler | L4 16v, inyección directa, common-rail, turbo, intercooler | L4 16v, inyección directa, common-rail, turbo, intercooler | L4 16v, inyección directa, common-rail, turbo, intercooler |
| Diámetro x carrera             | 79.5 mm x 80.5 mm                                          | 81.0 mm x 95.5 mm                                          | 81.0 mm x 95.5 mm                                          | 81.0 mm x 95.5 mm                                          |
| Cilindrada                     | 1598 cm³                                                   | 1968 cm³                                                   | 1968 cm³                                                   | 1968 cm³                                                   |
| Relación de compresión         | 16.5: 1                                                    | 16.5: 1                                                    | 16.5: 1                                                    | 16.5: 1                                                    |
| Potencia máxima: CV (kW) @ rpm | 105 CV (77 kW) @ 4400                                      | 110 CV (81 kW) @ 3500                                      | 140 CV (103 kW) @ 4200                                     | 150 CV (110 kW) @ 3500                                     |
| Par máximo: Nm @ rpm           | 250 Nm @ 1500-2500                                         | 250 Nm @ 1500-3000                                         | 320 Nm @ 1750-2500                                         | 340 Nm @ 1750-3000                                         |
| Tracción                       | Delantera                                                  | Delantera                                                  | Delantera                                                  | Delantera                                                  |
| Transmisión                    | Manual, 5 velocidades / Automática, 7 velocidades          | Manual, 5 velocidades / Automática, 7 velocidades          | Manual, 6 velocidades / Automática, 6 velocidades          | Manual, 6 velocidades / Automática, 6 velocidades          |
| Peso                           | 1361-1483 kg                                               | 1380-1460 kg                                               | 1391-1505 kg                                               | 1421-1445 kg                                               |
| Aceleración 0–100 km/h         | 11.5-12.1 s                                                | 11.0 s                                                     | 9.4-9.9 s                                                  | 8.9 s                                                      |
| Velocidad máxima               | 176-180 km/h                                               | 182 km/h                                                   | 193-198 km/h                                               | 200-202 km/h                                               |
| Consumo combinado (L/100 km/h) | 4.3-4.9                                                    | 4.1-4.4                                                    | 4.9-5.6                                                    | 4.5-4.8                                                    |

## Influencia en la cultura popular
- En la película de 2002 "The Hot Chick" (con Rob Schneider y Rachel McAdams) Jessica Spencer maneja un New Beetle amarillo convertible.
- En la película de 1999, Austin Powers: The Spy Who Shagged Me un New Beetle es utilizado como una máquina del tiempo.
- En la película de 2000 "Bring It On", el personaje de Missy Pantone (interpretado por Eliza Dushku) posse un New Beetle.
- En la película de 2005, Herbie Fully Loaded Herbie coquetea con un New Beetle amarillo. Maggie le dice entonces: "Es muy joven para ti".
- En la película de 2001 La Mexicana (protagonizada por Brad Pitt y Julia Roberts), el vehículo particular de Samantha (Julia Roberts) es un New Beetle color verde metalizado, con el cual es secuestrada, iniciando su aventura por la carretera.
- En el video musical de la canción Candy de 1999 de la cantante Mandy Moore, los autos principales que aparecen son New Beetles.
- En el último capítulo de la serie japonesa Maria-sama ga Miteru, Satou Sei maneja un New Beetle Cyber Green.
- En la serie de TV One Tree Hill, Brooke Davis maneja un New Beetle Cabriolet Azul Aquarius 2003 entre la primera y la tercera temporada, mientras en la cuarta maneja un 2006 del mismo modelo y color.
- En la serie de TV Charmed, el personaje de Paige Matthews maneja un New Beetle Cyber Green.
- En Futurama muchos automóviles terrestres (cuando se llegan a ver) son New Beetles (en su mayoría son de color verde oscuro y amarillo).
- En la película de 2009 "Coraline", los padres de Coraline manejan un New Beetle de color gris oscuro.
- En la serie de TV United States of Tara, el personaje de Toni Collette maneja un New Beetle Cyber Green
- En junio de 2011 aparece el Volkswagen Beetle en el video musical de la canción I Wanna Go, tercer sencillo del disco Femme Fatale de Britney Spears.
- En la serie de televisión Breaking Bad, la hermana de Skyler White, Marie Schrader, conduce durante toda la serie un Volkswagen New Beetle en color azul oscuro.